# Acacia rhodophloia
Acacia rhodophloia é uma espécie de leguminosa do gênero Acacia, pertencente à família Fabaceae.